# Лютцов, Адольф фон
Барон Людвиг Адольф Вильгельм фон Лютцов (нем. Ludwig Adolf Wilhelm Freiherr von Lützow, 18 мая 1782, Берлин — 6 декабря 1834, там же) — прусский военачальник, генерал-майор (1822). Известен как организатор добровольческого корпуса, действовавшего против армии Наполеона во время Освободительной войны 1813 года.

## Биография
Адольф фон Лютцов родился 18 мая 1782 года в городе Берлине.
Во время Освободительной войны организовал добровольческие «корпуса свободы» из пехоты, кавалерии и тирольских стрелков, действовавшие в тылу французских войск. В народе их называли «чёрными тучами». Во второй части кампании Добровольческий прусский королевский корпус фон Лютцова вёл регулярные боевые действия.
В то время одним из бойцов его отряда был Карл Теодор Кёрнер — самый известный немецкий поэт-патриот эпохи Наполеоновских войн (погиб 26 августа 1813 года при Гадебуше).
В 1814 действовал против датчан, попал в плен к французам.
16 июня 1815 его 6-й уланский корпус был разбит французами при Линьи, сам фон Лютцов попал в плен, его допрашивал лично Наполеон. Был освобождён через два дня после битвы при Ватерлоо.
3 октября 1815 года произведён в полковники. 8 марта 1817 года назначен командиром кавалерийской бригады в Мюнстере. 
5 сентября 1818 года Лютцов возглавил 13-ю кавалерийскую бригаду в Торгау и 30 марта 1822 года получил звание генерал-майора. В 1830 году он был назначен командиром 6-й кавалерийской бригады.
30 марта 1833 года вышел на пенсию.

## Награды
Королевства Пруссия:
- Орден «Pour le Mérite» (21 апреля 1807)[7]; дубовые листья (2 октября 1815)[8]
- Железный крест 1-го класса и 2-го класса на чёрной ленте (1814)[9]
- Орден Красного орла 3-го класса[10]
- Орден Красного орла 2-го класса с дубовыми листьями
- Крест за выслугу лет[нем.] (25 лет выслуги) (1825)

Прочие:
- Орден Святого Владимира 4-й степени (Российская империя)
- Орден Святого Владимира 3-й степени (28 июля 1814, Российская империя)[11]
- Орден Святой Анны 2-й степени (10 ноября 1814, Российская империя)[12]
- Орден Меча, рыцарский крест (1-го класса) (королевство Швеция)

## Семья
- Первая жена — Элиза фон Алефельдт.
- Вторая жена — Августа Юбель — вдова его младшего брата Вильгельма

## Память
В его честь в Германской империи был назван линейный крейсер, а в Третьем рейхе — тяжёлый крейсер и дивизия СС.